# Andrej Lunëv
Andrej Evgen'evyč Lunëv (in russo Андрей Евгеньевич Лунёв?; Mosca, 13 novembre 1991) è un calciatore russo, portiere della Dinamo Mosca.

## Carriera

### Club
Cresciuto nelle giovanili del Torpedo Mosca, vi ha militato sino al gennaio 2015 (nel mentre ha anche avuto due esperienze in prestito all'Istra e al Kaluga), mese in cui è stato ceduto al Saturn.
Il 29 luglio 2015 viene acquistato dall'Ufa.
Il 23 dicembre 2016 viene acquistato dallo Zenit San Pietroburgo con cui firma un contratto di 4 anni e mezzo.
Il 10 luglio 2021, dopo avere vinto 5 trofei con il club (di cui 3 campionati), viene acquistato dai tedeschi del Bayer Leverkusen.

### Nazionale
Inserito nei pre-convocati per la Confederations Cup 2017, non rientra nella lista dei 23 finali a causa di un infortunio.
Il 10 ottobre 2017 fa il suo esordio in nazionale maggiore nell'amichevole pareggiata 1-1 contro l'Iran.
Incluso nella lista dei pre-convocati per i Mondiali 2018, viene poi confermato nella rosa definitiva.

Per quanto riguarda Euro 2020 invece viene inserito nella lista dei pre-convocati, ma senza venire confermato nella lista definitiva.

## Statistiche

### Cronologia presenze e reti in nazionale
| Cronologia completa delle presenze e delle reti in nazionale ― Russia | Cronologia completa delle presenze e delle reti in nazionale ― Russia | Cronologia completa delle presenze e delle reti in nazionale ― Russia | Cronologia completa delle presenze e delle reti in nazionale ― Russia | Cronologia completa delle presenze e delle reti in nazionale ― Russia | Cronologia completa delle presenze e delle reti in nazionale ― Russia | Cronologia completa delle presenze e delle reti in nazionale ― Russia | Cronologia completa delle presenze e delle reti in nazionale ― Russia |
| Data                                                                  | Città                                                                 | In casa                                                               | Risultato                                                             | Ospiti                                                                | Competizione                                                          | Reti                                                                  | Note                                                                  |
| --------------------------------------------------------------------- | --------------------------------------------------------------------- | --------------------------------------------------------------------- | --------------------------------------------------------------------- | --------------------------------------------------------------------- | --------------------------------------------------------------------- | --------------------------------------------------------------------- | --------------------------------------------------------------------- |
| 10-10-2017                                                            | Kazan'                                                                | Russia                                                                | 1 – 1                                                                 | Iran                                                                  | Amichevole                                                            | -1                                                                    |                                                                       |
| 14-11-2017                                                            | San Pietroburgo                                                       | Russia                                                                | 3 – 3                                                                 | Spagna                                                                | Amichevole                                                            | -3                                                                    |                                                                       |
| 27-3-2018                                                             | Mosca                                                                 | Russia                                                                | 1 – 3                                                                 | Francia                                                               | Amichevole                                                            | -3                                                                    |                                                                       |
| 6-9-2018                                                              | Trebisonda                                                            | Turchia                                                               | 1 – 2                                                                 | Russia                                                                | UEFA Nations League 2018-2019 - 1º turno                              | -1                                                                    |                                                                       |
| 10-9-2018                                                             | Rostov sul Don                                                        | Russia                                                                | 5 – 1                                                                 | Rep. Ceca                                                             | Amichevole                                                            | -1                                                                    |                                                                       |
| 15-11-2018                                                            | Lipsia                                                                | Germania                                                              | 3 – 0                                                                 | Russia                                                                | Amichevole                                                            | -3                                                                    |                                                                       |
| 20-11-2018                                                            | Solna                                                                 | Svezia                                                                | 2 – 0                                                                 | Russia                                                                | UEFA Nations League 2018-2019 - 1º turno                              | -2                                                                    |                                                                       |
| 5-9-2024                                                              | Hanoi                                                                 | Vietnam                                                               | 0 – 3                                                                 | Russia                                                                | Amichevole                                                            | -                                                                     | 46’                                                                   |
| 10-6-2025                                                             | Minsk                                                                 | Bielorussia                                                           | 1 – 4                                                                 | Russia                                                                | Amichevole                                                            | -1                                                                    |                                                                       |
| Totale                                                                |                                                                       | Presenze                                                              | 9                                                                     |                                                                       | Reti                                                                  | -15                                                                   |                                                                       |

## Palmarès

### Club

#### Competizioni nazionali
- Campionato russo: 3

Zenit: 2018-2019, 2019-2020, 2020-2021
- Coppa di Russia: 1

Zenit: 2019-2020
- Supercoppa di Russia: 1

Zenit: 2020
- Campionato azero: 1

Qarabag: 2023-2024